# Mount Duval (berg i Australien)
Mount Duval är ett berg i Australien. Det ligger i regionen Armidale Dumaresq och delstaten New South Wales, i den sydöstra delen av landet, omkring 390 kilometer norr om delstatshuvudstaden Sydney. Toppen på Mount Duval är 1 422 meter över havet.
Mount Duval är den högsta punkten i trakten. Närmaste större samhälle är Armidale, omkring 12 kilometer söder om Mount Duval. 
I omgivningarna runt Mount Duval växer huvudsakligen savannskog. Trakten runt Mount Duval är nära nog obefolkad, med mindre än två invånare per kvadratkilometer. Genomsnittlig årsnederbörd är 1 000 millimeter. Den regnigaste månaden är januari, med i genomsnitt 167 mm nederbörd, och den torraste är oktober, med 27 mm nederbörd.